# Vuelo 555 de Nepal Airlines
El vuelo 555 de Nepal Airlines es un vuelo corto regular de tipo doméstico desde el Aeropuerto de Pokhara al Aeropuerto de Jomsom en Nepal de unos veinte minutos de tiempo de vuelo, operado por Nepal Airlines. El 16 de mayo de 2013 el avión de Havilland Canada DHC-6 Twin Otter que operaba este vuelo se estrelló en el aeropuerto de Jomson. Siete de las veintiún personas a bordo quedaron heridas de gravedad. No hubo víctimas fatales, pero el avión fue declarado como siniestro total.
Según el informe policial, justo después de que el avión tocase tierra en la pista comenzó a girarse a la derecha y cayó veinte metros hasta un bajío del Río Gandaki. El fuselaje frontal quedó destruido, pero la parte posterior del avión permaneció intacta. El ala izquierda se encontraba sumergida en el río.
El accidente dejó a Nepal Airlines con solo dos aviones en operación para sus vuelos de cabotaje. La aerolínea informó que efectuaría un cambio de motores que permitiría poner tres Twin Otters más, que en aquel momento estaban aparcados, en el aire, pero que este proceso llevaría al menos cinco meses. Mientras tanto, la aerolínea esperaba una importante pérdida de cuota de mercado.

## Víctimas
| Nacionalidad | Pasajeros | Tripulantes | Heridos |
| ------------ | --------- | ----------- | ------- |
| Nepal        | 10        | 3           | 5       |
| Japón        | 8         | 0           | 2       |
| Total        | 18        | 3           | 7       |

Había ocho turistas japoneses en el vuelo. Todos resultaron heridos, con cuatro de ellos en estado crítico según un oficial de policía. Los nombres de las víctimas han sido publicados.

## Investigación
Se está llevando a cabo una investigación para conocer la causa del accidente. Según un oficial en el Aeropuerto Internacional Tribhuwan, los informes preliminares muestra que las condiciones de viento han formado parte de las causas del accidente.